# Marianne (Seychelles)
Pour les articles homonymes, voir Marianne (homonymie).
Marianne est une île des Seychelles, d'une superficie de 96 hectares. Elle fait partie des îles Intérieures.

## Géographie
Marianne est une île granitique située à 3,8 kilomètres à l'est-sud-est de l'île Félicité. Son point culminant est Estel Hill (130 mètres).

## Histoire
Des agriculteurs ont tenté de cultiver du maïs, mais les zostérops, présents à cette époque, anéantissaient la production. Il y a eu une plantation de cocotiers pour produire du coprah. En 1940, l'exploitation employait au moins 60 personnes, qui vivaient dans le petit village de La Cour. Après le démantèlement de la plantation, les habitants sont  partis. Marianne est aujourd'hui inhabitée, mais régulièrement fréquentée dans le cadre d'activités touristiques. C'est un site de plongée de réputation mondiale.

## Faune et flore
On peut observer plusieurs espèces de geckos sur l'île Marianne, notamment le gecko de La Digue (Phelsuma sundbergi ladiguensis et Phelsuma astriata semicarinata). Marianne abritait également une sous-espèce aujourd'hui éteinte de passereau, le Zostérops de Marianne (Zosterops semiflavus) , toujours présent sur l'île de Mayotte (Zosterops mayottensis).